# Callajoppa pictoptera
Callajoppa pictoptera är en stekelart som beskrevs av Heinrich 1980. Callajoppa pictoptera ingår i släktet Callajoppa och familjen brokparasitsteklar. Inga underarter finns listade.